# Министерство
Министе́рство (от лат. ministerium — служба, должность) — орган государственного управления отдельной сферой деятельности и реализации политики в этой сфере на основе принятых законов. Министерства возглавляются министрами. В разных странах существуют различные министерства, но некоторые существуют в подавляющем большинстве стран (министерства обороны, иностранных дел, финансов, здравоохранения и пр.)
В некоторых странах (Швейцария, Филиппины, США) министерства называют департаментами, в Мексике — секретариаты, в Гонконге — бюро.
В России существуют с 8 сентября 1802 года, возникнув в правление Александра I, с перерывом в 1917—1946 годах (в СССР были заменены на Народные комиссариаты).

## Происхождение слова
Вошло в употребление в конце XVII — начале XVIII века. Впервые отмечается в журнале Петра Великого датированного 1718 годом. Вытесняет заимствования министерия («Письма и бумаги императора Петра Великого», 1713 год), министрия (начало XVIII века) и министериум (Лексикон вокабулам новым).
Первоначальное значение — «должность государственного советника». На протяжении XVIII века чаще всего слово встречается в значении «министерство иностранных дел, сотрудники министерства», в середине XVIII века употребляется и в значении «состав министров какого-либо государства, оформившийся в особый государственный орган, ведающий отдельными отраслями управления в России» и получает большое распространение после учреждения министерств Александром I 8 сентября 1802 года.
Слово образовано суффиксальным способом (с помощью суффикса ств-о) от существительного министр «государственный чиновник, служащий». Гласная е внутри производящей основы появляется для того, чтобы избежать стечения согласных, возможно и влияние формы слова министер, министериум и министерия.
Также можно предположить и заимствование слова из польского языка, где слово ministerstwo «высший государственный орган» — суффиксальное производное от существительного minister, имеющего значения «министр; (церк.) лицо, дающее святое причастие; (устар.) протестантский священник» и восходящего к латинскому minister в значении «слуга, служитель». Во главе министерства стоял министр с товарищем (заместителем). При министре работал совет и канцелярия. Рабочими органами министерства были департаменты, состоящие из отделений.